# ماهیچه میان‌دنده
ماهیچه میان‌دنده (به انگلیسی: Intercostal muscle یا rib muscle) شامل چندین گروه از ماهیچه‌ها که بین دنده‌ها جای دارند می‌باشد. ماهیچه میان‌دنده به حرکت دیواره سینه (به انگلیسی: chest wall) کمک می‌کند. ماهیچه میان‌دنده به‌طور عمده در جنبه مکانیکی تنفس نقش دارد. این ماهیچه‌ها به تغییر اندازه حفره قفسه سینه (به انگلیسی: thoracic cavity) به هنگام تنفس کمک می‌کنند (به همراه پردهٔ دیافراگم). ماهیچه میان‌دنده شامل سه بخش هستند، ماهیچه میان‌دنده برونی و ماهیچه میان‌دنده درونی و ماهیچه میان دنده درونی تر. ماهیچه‌های میان‌دنده توسط اعصاب میان‌دنده تنظیم می‌شوند و توسط سرخرگ‌ها و سیاهرگ‌های میان‌دنده نگهداری و ابقا می‌ گردند.

## ماهیچه میان‌دنده برونی

ماهیچه میان‌دنده برونی

ماهیچه‌های میان‌دنده برونی از پشت از برجستگی‌های روی استخوان‌های دنده درون قفسه سینه و پشت دنده‌ها به سمت غضروف‌های دنده در جلو گسترش می‌یابند جایی که به شکل غشای نازکی پایان می‌یابند.
ماهیچه‌های نردبانی (اسکالن) نیز به آن دلیل که در بیرون و بالا بردن قفسهٔ سینه و افزایش حجم آن نقش دارند به عنوان ماهیچه میان‌دنده برونی محسوب می‌شوند.

## ماهیچه میان‌دنده درونی

ماهیچه میان‌دنده درونی

ماهیچه‌های میان‌دنده درونی از لبه‌های سطح داخلی دنده‌های قفسه سینه و همچنین از غضروف دنده (به انگلیسی: Costal cartilage) که در اصل از اجزای ستون مانند غضروف شفاف (به انگلیسی: hyaline cartilage) می‌باشد گسترش یافته و به قسمتی پایین‌تر از دنده بالایی متصل می‌شوند. در هر طرف از قفسهٔ سینه ۱۱ عدد ماهیچه میان‌دنده درونی وجود دارد.

## هنگام تنفس

### هنگامدم (تنفس)
- ماهیچه میان‌دنده برونی به سمت بیرون و بالا منقبض می‌شود و قفسهٔ سینه را نیز در همین جهات حرکت می‌دهد که منجر به گسترش فضای درونی قفسه سینه می‌شود.
- ماهیچه میان‌دنده درونی شل می‌شود.
- (پردهٔ دیافراگم به سمت پایین منقبض می‌شود که منجر به گسترش فضای درونی قفسه سینه می‌شود.

در دم به دلیل گسترش حجم درونی قفسه سینه و کم بودن غلظت هوا و اجزای آن مانند اکسیژن، هوا ی بیرون شش‌ها توسط واپخش به درون ششها وارد می‌شود.
در هنگام ذخیره دمی هم نقش دارند

### هنگامبازدم
- ماهیچه میان‌دنده برونی شل می‌شود.
- ماهیچه میان‌دنده درونی به سمت درون و پایین منقبض می‌شود و قفسهٔ سینه را نیز در همین جهات حرکت می‌دهد که منجر به کوچک شدن فضای درونی قفسه سینه می‌شود( در بازدم فعال).
- پردهٔ دیافراگم شل می‌شود

در بازدم به دلیل کوچک شدن حجم درونی قفسه سینه و زیاد بودن غلظت هوا و اجزای آن مانند دی اکسید کربن، هوا ی درونی شش‌ها توسط پخش مولکولی به بیرون شش‌ها منتقل می‌شود.

## پیوندها
- ماهیچه میان‌دنده درونی
- ماهیچه میان‌دنده برونی